# MID NIGHT TERRACE.
MID NIGHT TERRACE.（みっどないとてらす）は、日本の女性アイドルグループである。Live Near Art所属。

## 概要
2020年1月1日にデビュー。「既存のアイドル象に捉われない」をコンセプトにJAZZテイストな楽曲を中心に活動をしている。

グループ名の由来は「華やかに見えて仄暗い部分も混在するアイドル界を『MID NIGHT』ととし、そこに人が集まる『TERRACE』のようにという意味と、『TERRACE』を『照らす』と掛け「暗闇を照らすような存在」という意味がある。

グループ名最後のピリオドは「このグループでやり切ってアイドル活動最後にしよう」という思いがある。

メンバーの雀ネオン、節子、椛ゆいが作詞、浅川ももが振り付けを手掛ける

楽曲のタイトルにはカクテルの名前が付けられている。

## 来歴

### 2020年
- 1月1日 - 大須TOYSにてデビュー。チケットはsold out[3]。
- 1月3日 - 名古屋最大規模のサーキットイベント「でらロックフェスティバル2020」に出演決定[4]。
- 1月18日 - デビュー時にお披露目した楽曲RED EYE、Emerald Mist、X.Y.Zの配信開始。
- 2月10日 - 浅川ももの除籍を発表。理由は不明[5]。
- 2月25日 - 椛ゆいの脱退を発表[6]。
- 2月25日 - 新メンバー桃白みずきの加入を発表[7]。
- 3月1日 - きらの除籍を発表[8]。
- 5月13日 - 節子の脱退を発表[9]。
- 6月17日 - じっとの脱退を発表[10]。

## メンバー
| 名前                       | 誕生日   | 出身地 | 備考                                                    |
| -------------------------- | -------- | ------ | ------------------------------------------------------- |
| 雀ネオン すずめ ねおん     | 12月20日 | 愛知県 | グループの作詞担当。料理が得意。楽曲「RED EYE」を作詞。 |
| ねね                       | 1月23日  | 愛知県 | 趣味パチスロ、特技大食い。メンバー1の美脚。             |
| 桃白みずき ももしろ みずき | 9月10日  | 愛知県 | メンバー最年少。特技ダンス。趣味お菓子作り。            |

## 元メンバー
| 名前                   | 出身地 | 活動期間                                      |
| ---------------------- | ------ | --------------------------------------------- |
| 浅川もも あさかわ もも | 愛知県 | 2020年2月10日 運営公式Twitterより除籍を発表。 |
| 椛ゆい もみじ ゆい     | 三重県 | 2020年2月25日 運営公式Twitterより脱退を発表。 |
| きら                   | 三重県 | 2020年3月1日 運営公式Twitterより除籍を発表。  |
| 節子 せつこ            | 三重県 | 2020年5月13日                                 |
| じっと                 | 三重県 | 2020年6月7日                                  |

## 作品

### 配信
- RED EYE （2020年1月18日）
- Emerald Mist （2020年1月18日）
- X.Y.Z （2020年1月18日）

## ライブ

### 2020年
- 1月1日 - The beginning of everything（名古屋・TOYS）[11]
- 2月1日 - でらロックフェスティバル2020（名古屋・CLUB Zion）[12]
- 2月11日 - MUSIC TERRACE（名古屋・伏見ライオンシアター）

## 出演作品

### 2020年
- 2月3日 - ふらくらMAX!（ニコニコチャンネル）[13]